# Наталі В'єрін
Наталі В'єрін (італ. Nathalie Viérin; нар. 15 жовтня 1982) — колишня італійська тенісистка.
Найвищу одиночну позицію світового рейтингу — 103 місце досягла 15 травня 2006, парну — 304 місце — 24 вересня 2007 року.
Здобула 6 одиночних титулів.
Завершила кар'єру 2010 року.

## Фінали ITF

### Одиночний розряд (6-10)
| турніри $100,000 |
| турніри $75,000  |
| турніри $50,000  |
| турніри $25,000  |
| турніри $10,000  |

| Результат | Ранг | Дата              | Турнір                            | Покриття   | Суперниця у фіналі   | Рахунок               |
| Поразка   | 1.   | 28 травня 2000    | Б'єлла, Італія                    | Ґрунт      | Мая Матевжич         | 0–6, 2–6              |
| Перемога  | 2.   | 26 листопада 2000 | Довіль (Кальвадос), Франція       | Ґрунт (i)  | Сесіль Леклер        | 5–3, 2–4, 4–2, 5–4(2) |
| Перемога  | 3.   | 2 квітня 2001     | Сьюдад-Хуарес, Мексика            | Ґрунт      | Ева Дірберг          | 6–3, 2–6, 6–3         |
| Перемога  | 4.   | 21 жовтня 2001    | Сен-Рафаель (Вар), Франція        | Тверде (i) | Анн-Лор Ейтц         | 4–6, 6–1, 6–3         |
| Поразка   | 5.   | 22 вересня 2002   | Люксембург (місто), Люксембург    | Ґрунт      | Клодін Шоль          | 2–6, 6–4, 4–6         |
| Поразка   | 6.   | 27 січня 2003     | Бельфор, Франція                  | Тверде (i) | Енн Кеотавонг        | 7–5, 6–7(3), 4–6      |
| Поразка   | 7.   | 9 червня 2003     | Вадуц, Ліхтенштейн                | Ґрунт      | Штефані Ґерляйн      | 3–6, 1–6              |
| Поразка   | 8.   | 20 червня 2003    | Ле-Контамін-Монжуа, Франція       | Тверде     | Віржині Піше         | 6–4, 4–6, 3–6         |
| Поразка   | 9.   | 4 липня 2004      | Штутгарт, Німеччина               | Ґрунт      | Мартіна Мюллер       | 2–6, 5–7              |
| Поразка   | 10.  | 3 серпня 2004     | Гехінген (Цоллернальб), Німеччина | Ґрунт      | Ева Грдінова         | 4–6, 3–6              |
| Перемога  | 11.  | 27 вересня 2004   | Порту, Португалія                 | Ґрунт      | Мішелль Герардс      | 3–6, 7–5, 6–3         |
| Перемога  | 12.  | 2 серпня 2005     | Мартіна-Франка, Італія            | Ґрунт      | Марет Ані            | 6–3, 6–4              |
| Перемога  | 13.  | 4 серпня 2008     | Монтероні-д'Арбія, Італія         | Ґрунт      | Менді Мінелла        | 6–1, 2–6, 7–6(5)      |
| Поразка   | 14.  | 16 березня 2009   | Каїр, Єгипет                      | Ґрунт      | Катрін Верле-Шеллер  | 2–6, 4–6              |
| Поразка   | 15.  | 14 червня 2009    | Кампобассо, Італія                | Ґрунт      | Ірина Бурячок        | 4–6, 4–6              |
| Поразка   | 16.  | 21 червня 2009    | Падуя, Італія                     | Ґрунт      | Ева Фернандес Бругес | 2–6, 6–1, 5–7         |

### Парний розряд (0–3)
| Результат | Ранг | Дата              | Турнір          | Покриття | Партнерка           | Суперниці                          | Рахунок       |
| --------- | ---- | ----------------- | --------------- | -------- | ------------------- | ---------------------------------- | ------------- |
| Поразка   | 1.   | 30 листопада 1998 | Каїр, Єгипет    | Ґрунт    | Сабіна Да Понте     | Ніно Луарсабішвілі Бахія Мухтассен | 5–7, 3–6      |
| Поразка   | 2.   | 15 вересня 2002   | Софія, Болгарія | Ґрунт    | Лаура Делль'Анджело | Віра Душевіна Галина Воскобоєва    | 6–3, 4–6, 2–6 |
| Поразка   | 3.   | 10 вересня 2007   | Бордо, Франція  | Ґрунт    | Аліса Клейбанова    | Тімеа Бачинскі Сандра Клезель      | 6–7(2), 4–6   |